# Ortedó
Ortedó – miejscowość w Hiszpanii, w Katalonii, w prowincji Lleida, w comarce Alt Urgell, w gminie Alàs i Cerc.
Według danych INE z 2005 roku miejscowość zamieszkiwało 30 osób.